# 滝沢荘一
滝沢 荘一（たきざわ しょういち、1936年6月29日 - ）は、日本のジャーナリスト、国際政治学者。専攻は国際政治論・米国現代政治。

## 来歴
東京生まれ。滝沢修の長男。1960年東京大学教養学部教養学科アメリカ分科卒業。東京大学新聞研究所(現社会情報研究所)修了。毎日新聞に入り、外信部副部長、読者室委員兼編集委員、熊本大学法学部教授、1998年富山国際大学教授。2007年退職。
2004年『名優・滝沢修と激動昭和』で日本エッセイスト・クラブ賞受賞。九条の会会員。

## 著書
- 『SDI幻想と現実』築地書館 1985
- 『湾岸戦争にみる現代政治』築地書館 1992
- 『名優・滝沢修と激動昭和』新風舎文庫 2004